# پاستورا وگا
پاستورا وگا (اسپانیایی: Pastora Vega‎؛ زادهٔ ۲۸ مهٔ ۱۹۶۰) بازیگر و مجری تلویزیون اهل اسپانیا است.
از فیلم‌ها یا مجموعه‌های تلویزیونی که وی در آن‌ها نقش داشته‌است، می‌توان به همه مردها مثل هم هستند اشاره نمود.